# Термоеластопласт
Термоеластопласт (англ. thermoelastoplastic) — термопластичний еластомер, що є лінійним або зірчастим блоккополімером, складеним з жорстких блоків термопластів і гнучких блоків еластомерів (вінілароматичних або дієнових вуглеводнів або уретанових каучуків) i поєднують властивості обох: еластомерiв в умовах експлуатації, а при підвищених температурах при переробці плинуть, як термопласти.